# Fontana del Tempo

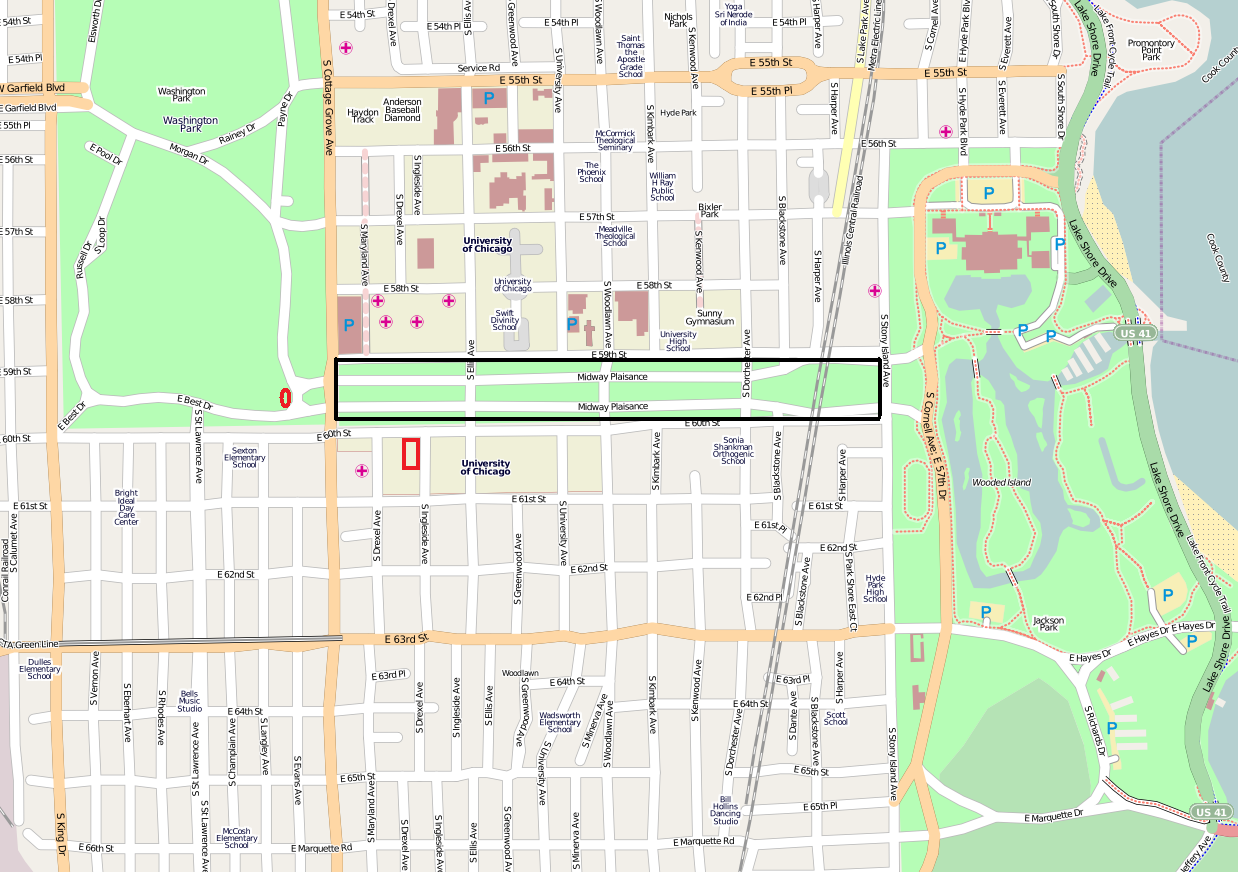
La mappa mostra la Midway Plaisance (all'interno del rettangolo nero) situata tra il Washington Park a ovest (sinistra) ed il Jackson Park. La fontana del Tempo (nell'ovale rosso) è situata nella porzione sudorientale del Washington Park, immediatamente ad ovest della Midway Plaisance. I Lorado Taft Midway Studios (nel rettangolo rosso) si trovano subito a sud della Midway Plaisance. (Il Chicago Park District è in verde, l'Università di Chicago in beige)

La fontana del Tempo, o semplicemente Il Tempo è un'opera scultorea di Lorado Taft, lunga ben 38,66 metri, ubicata all'estremità occidentale della Midway Plaisance all'interno del Washington Park di Chicago, nello Stato statunitense dell'Illinois.
L'opera è ispirata dalla poesia di Henry Austin Dobson, Paradox of Time e, con le sue cento figure scolpite mentre passano davanti alla figura del Padre Tempo, fu creata per festeggiare i primi cento anni di pace tra gli Stati Uniti e la Gran Bretagna, conseguenti al Trattato di Gand del 1814. Sebbene l'acqua della fontana abbia iniziato a scorrere già dal 1920, la fontana del Tempo non fu ufficialmente inaugurata fino al 1922. L'opera è parte del complesso del già citato Washington Park, e con esso incluso nella lista del National Register of Historic Places.
Parte di un piano più esteso per l'abbellimento della Midway Plaisance, Il Tempo è stato realizzato con una innovativa tipologia di cemento modellato, con rinforzo in acciaio, dichiarato all'epoca come più economico ed al contempo più duraturo dei precedenti. Pare che si tratti inoltre della prima opera d'arte realizzata in calcestruzzo. Prima della realizzazione del Millennium Park, completato nel 2004, la fontana del Tempo, era considerata la più importante installazione all'interno del Chicago Park District. Si tratta inoltre di una delle numerose opere d'arte della città finanziate dal fondo di Benjamin Ferguson.
Nel 1978 un articolo del Chicago Tribune Sunday Magazine, firmato da Jerome M. O'Connor, richiamò l'attenzione sullo stato di degrado in cui versavano le principali opere di Lorado Taft. Come conseguenza di tale articolo, il Chicago Park District iniziò a ricercare fondi per curare le opere di stabilizzazione delle cause di degrado e i primi interventi di restauro. La prima parte del lavoro di recupero fu celebrata da una nuova inaugurazione, tenuta dal sindaco Richard J. Daley.
Restauri più approfonditi si sono rivelati necessari in seguito, a causa del degrado del monumento, dovuto sia a cause naturali che antropiche. Durante la fine degli anni novanta del XX secolo e l'inizio del XXI secolo fu inoltre posto rimedio ad alcuni problemi causati proprio dai restauri degli anni settanta. Sebbene l'opera sia tornata finalmente alle condizioni originarie dal 2005, alcuni sostenitori della statua hanno iniziato ora a battersi per garantire al gruppo statuario una maggiore illuminazione.

## Ideazione

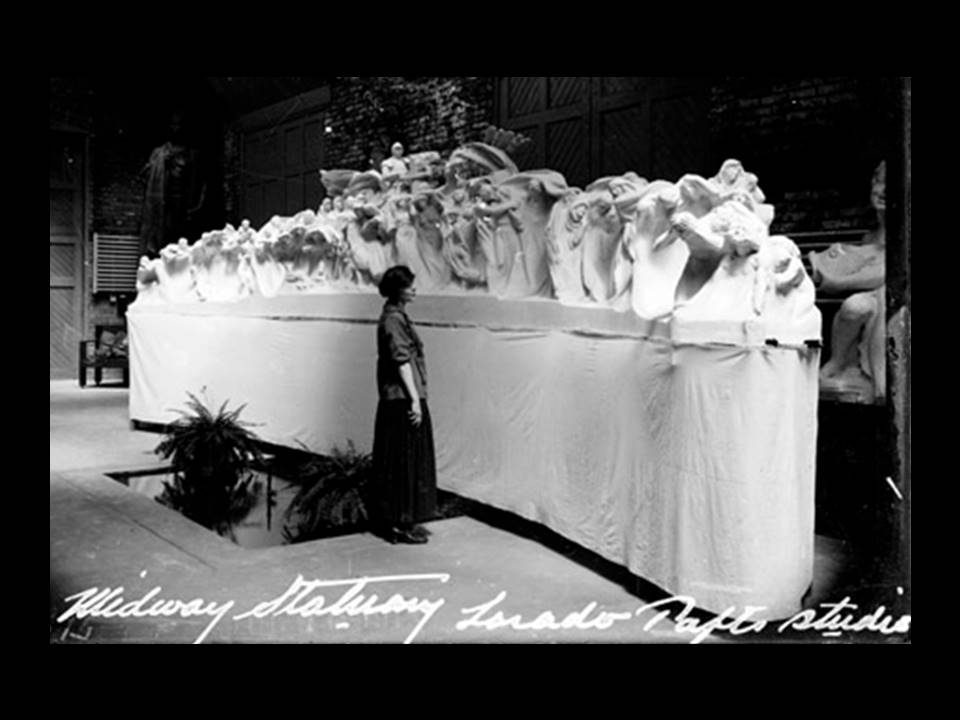
La fontana del Tempo all'interno dei Midway Studios, 1915.

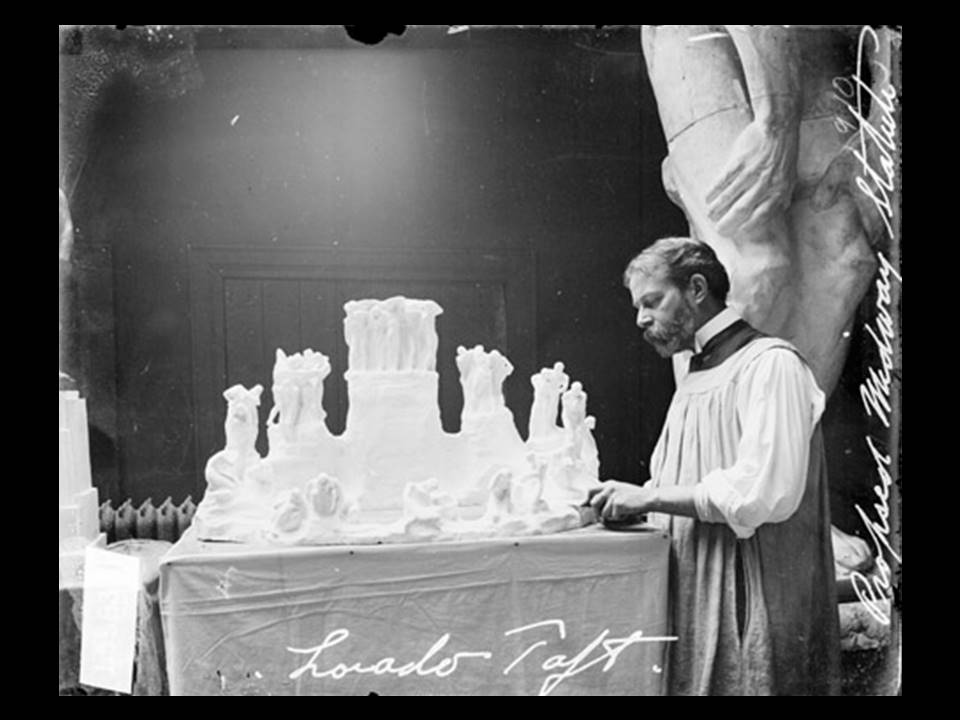
Taft con un modello della fontana della Creazione, 1910.

La realizzazione della fontana del Tempo, insieme a diverse altre opere pubbliche di Chicago, è stata finanziata grazie alla donazione di 1 milione di dollari (l'equivalente di circa 24 milioni di dollari attuali) effettuata da Benjamin Ferguson nel 1905 ad una fondazione destinata a commemorare gli eventi della storia americana.
Taft pensò inizialmente a realizzare un'opera scolpita nel granito; un'opzione alternativa fu quella di ricavarlo dal marmo della Georgia, con il quale la statua sarebbe venuta a costare $30 000 (equivalenti nel 2010 ad oltre $650.000) l'anno per cinque anni. Il progetto era incluso nelle opere di abbellimento della Midway e doveva includere, inoltre, un canale, degli stagni ed una serie di ponti: un Ponte delle Arti in Woodlawn Avenue, un Ponte della Religione all'intersezione di Ellis Avenue, ed un Ponte della Scienza in Dorchester Avenue (all'epoca Madison Avenue). All'interno del progetto, le due estremità della Midway avrebbero dovuto essere connesse da un canale in profondità che collegasse gli stagni del Jackson Park con quelli del Washington Park.
(Daniel Burnham)
Nel 1907, Taft si era aggiudicato la prima commissione da parte del Ferguson Fund per realizzare la fontana dei Grandi Laghi per l'Art Institute of Chicago. Subito dopo, ispirato dalla massima di Daniel Burnham "Make no little plans", iniziò a premere per un piano di abbellimento e decoro della Midway. Nel 1912, l'amministratore dell'Art Institute, Frank G. Logan, presentò formalmente i progetti di Taft ai dirigenti del Fondo Ferguson: furono infatti avanzate due alternative proposte sulla scelta dei temi da commemorare. La prima scelta era riferita alla memoria della grande Esposizione Universale del 1893, che si era tenuta all'interno di Jackson Park. La proposta alternativa riguardava invece la commemorazione del centenario del Trattato di Gand del 1814, che aveva dato inizio ad 'un secolo di perfetta concordia tra l'Inghilterra e l'America'. Dal momento che già altre proposte di celebrazione della Fiera del 1893 erano state avanzate, la scelta ricadde sul secondo tema proposto, rappresentando così la seconda commessa per Taft da parte del Ferguson Fund. I giornali dell'epoca davano già per scontato che l'intero piano di abbellimento della Midway proposto da Taft sarebbe stato accettato con entusiasmo.
La commissione originariamente affidata a Taft consisteva nella creazione di un modello in stucco a grandezza reale della fontana del Tempo, dietro al compenso di $10 000 annui per cinque anni; il contratto risale al 6 febbraio del 1913. Ciò avrebbe portato all'inaugurazione del modello nel 1918. L'artista creò inizialmente un modello in scala 1:4, che ottenne l'approvazione degli amministratori nel maggio del 1915. Creò infine il modello in stucco richiesto su scala reale, della larghezza massima di 30,1 metri, svettante in centro con un guerriero a cavallo e la rappresentazione togata del Padre Tempo, dall'altezza di 6,1 metri. L'installazione di questo modello nel luogo originariamente previsto fu ritardata dalla partecipazione di Taft alla prima guerra mondiale, come componente dell'YMCA, in qualità di lettore e intrattenitore, ma venne finalmente realizzata nel 1920.
Ad ogni modo, il sogno di Taft di creare una grande scuola scultorea di Chicago riconoscibile da un proprio stile, comparabile ad altri grandi movimenti cittadini come la Scuola di architettura, aveva iniziato a perdere consistenza già dal 1913, dopo l'inaugurazione della fontana dei Grandi Laghi. I caratteri riferibili all'Architettura Beaux-Arts iniziarono ad apparire datati; al posto di continuare a finanziare il piano su vasta scala per la Midway Plaisance e finanziare la realizzazione della statua in granito, bronzo o marmo della Georgia (come originariamente ipotizzato), il fondò racimolò risorse sufficienti solo per la realizzazione di una scultura in cemento.
Il Tempo avrebbe dovuto essere complementare ad una fontana sorella, la fontana della Creazione, immaginata all'estremità opposta della Midway. L'opera fu iniziata, ma mai portata a termine. Le porzioni completate di tale fontana della Creazione, rappresentanti personaggi tratti dalla leggenda greca della ripopolazione della terra dopo il Grande Diluvio sono considerate come gli ultimi lavori di Lorado Taft, e vennero donate all'Università dell'Illinois - Urbana-Champaign, la sua Alma Mater. I quattro elementi completati rappresentano figure altre tra 1,5 e 2,1 metri, nominate collettivamente Figli e figlie di Deucalione e Pirra. Due di questi elementi sono collocati all'esterno dell'ingresso della Main LIbrary dell'Università di Urbana, mentre gli altri due si trovano sul lato meridionale del Foellinger Auditorium.

## Ubicazione e installazione

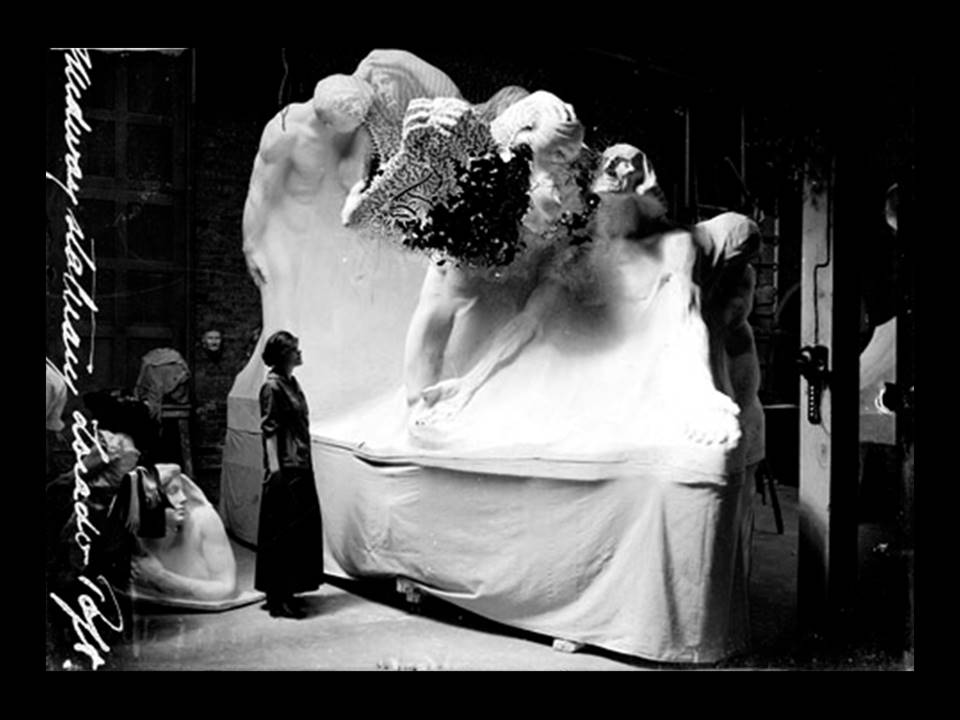
La fontana in fase di realizzazione, 1915.

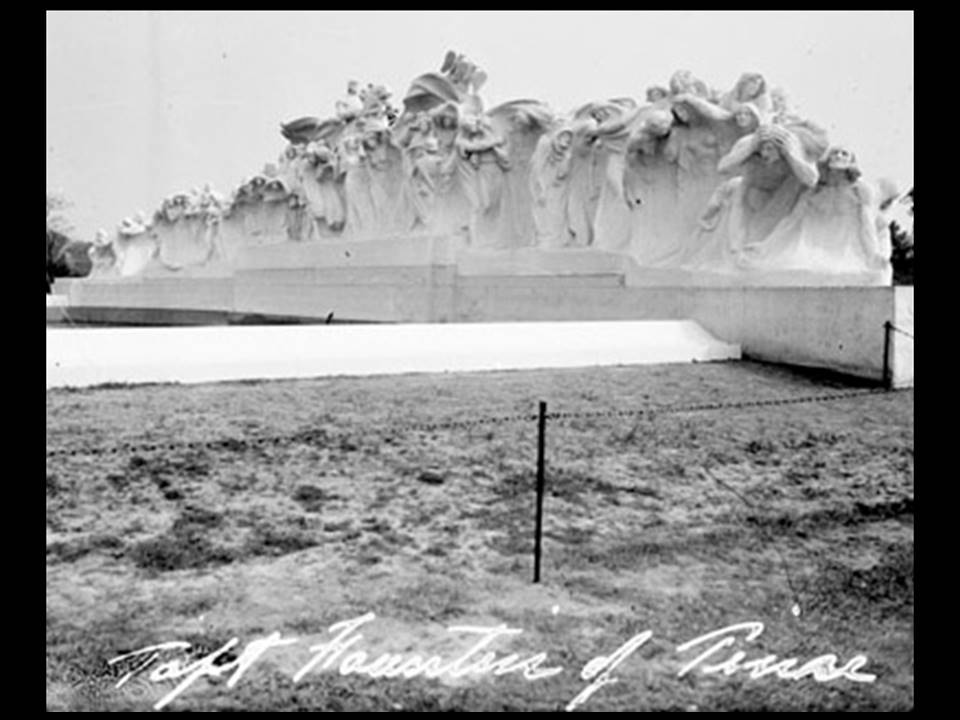
Il Tempo nel 1920.

La fontana del Tempo si trova all'interno del Chicago park District a sud della città, all'interno del Washington Park e vicino alla Midway Plaisance. La sua presenza all'interno di un'area occupata da caseggiati generalmente indifferenti all'importanza artistica, aumenta anche per contrasto il valore artistico del Washington Park, al punto da essere registrato all'interno dei beni del National Register of Historic Places. La fontana del Tempo è ritenuta il più importante elemento monumentale di tutto Park District, che, nel suo complesso, ospita oltre cento opere d'arte.
L'importanza della fontana è data dal prestigio del suo autore, dal messaggio, dall'epoca a cui risale, e anche dallo specchio d'acqua su cui si riflette, opera dell'architetto Howard Van Doren Shaw. Robert Jones - direttore dei progetti e delle costruzioni dell'Art Institute of Chicago - dichiarò nel 1999 che Il Tempo rappresentava la prima opera d'arte eseguita completamente in calcestruzzo.
La scultura è situata a pochi isolati dallo studio di Taft, i Lorado Taft Midway Studios - ora parte del patrimonio paesaggistico di Chicago e presenti nell'elenco dei luoghi di interesse della National Historic Landmark - situati tra la 60th Street e Ingleside Avenue. Nelle vicinanze si trovano altre sculture di rilevante carattere artistico, tra cui l'opera Energia Nucleare di Henry Moore, collocata nel sito che ospitò il primo reattore nucleare all'Università di Chicago e inclusa anch'essa nella lista del National Historic Landmark. Jackson Park, collegato a Washington Park ed alla Fontana del Tempo dalla Midway Plaisance, ospita inoltre la Statua della Repubblica. Spesso i tre parchi sono raggruppati nella denominazione collettiva di South Park.
C'è una piccola diatriba riguardante le misure della Fontana, poiché viene indicata come lunga - a seconda delle fonti - dai 31,1 ai 38,7 metri. Una delle stime più precise riporta come dimensioni 38,7 metri di lunghezza per 7,2 metri di larghezza e 7,3 metri di altezza. Le fonti sono così imprecise poiché raramente chiariscono se esse descrivono la larghezza dello specchio d'acqua dall'esterno dei bordi, piuttosto che la misura del solo specchio d'acqua, così come la larghezza, che è di volta in volta riferita al gruppo scultoreo della sola umanità, alla larghezza delle singole masse scultoree o alla porzione di terreno coperta dal complesso statuario.
L'acqua iniziò a scorrere nella fontana già dal 1º settembre 1920, sebbene la statua non sia stata inaugurata formalmente fino al 15 novembre 1922.

## Progetto e realizzazione

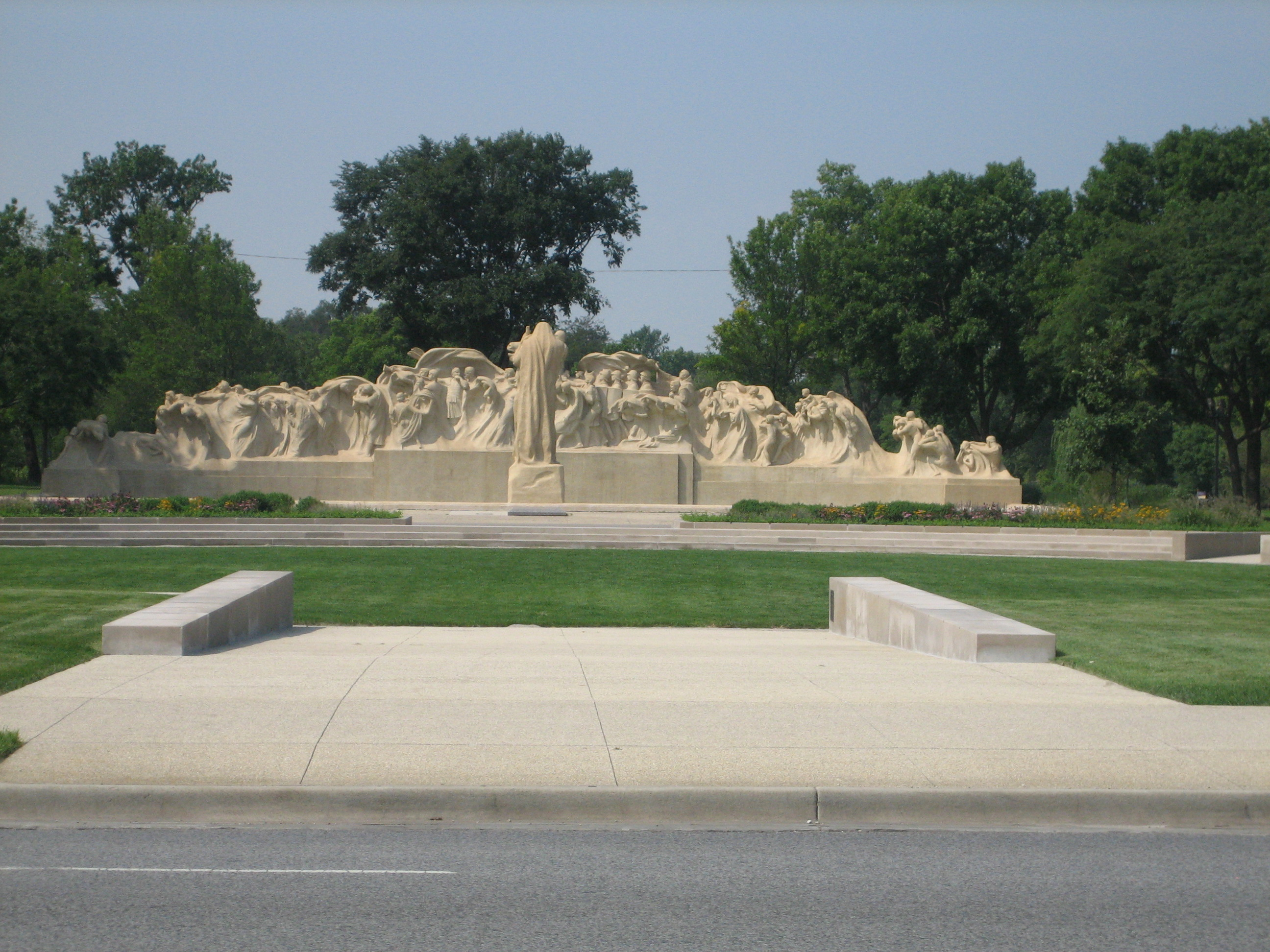
La Fontana del Tempo dopo i restauri: vista da est, 2007.

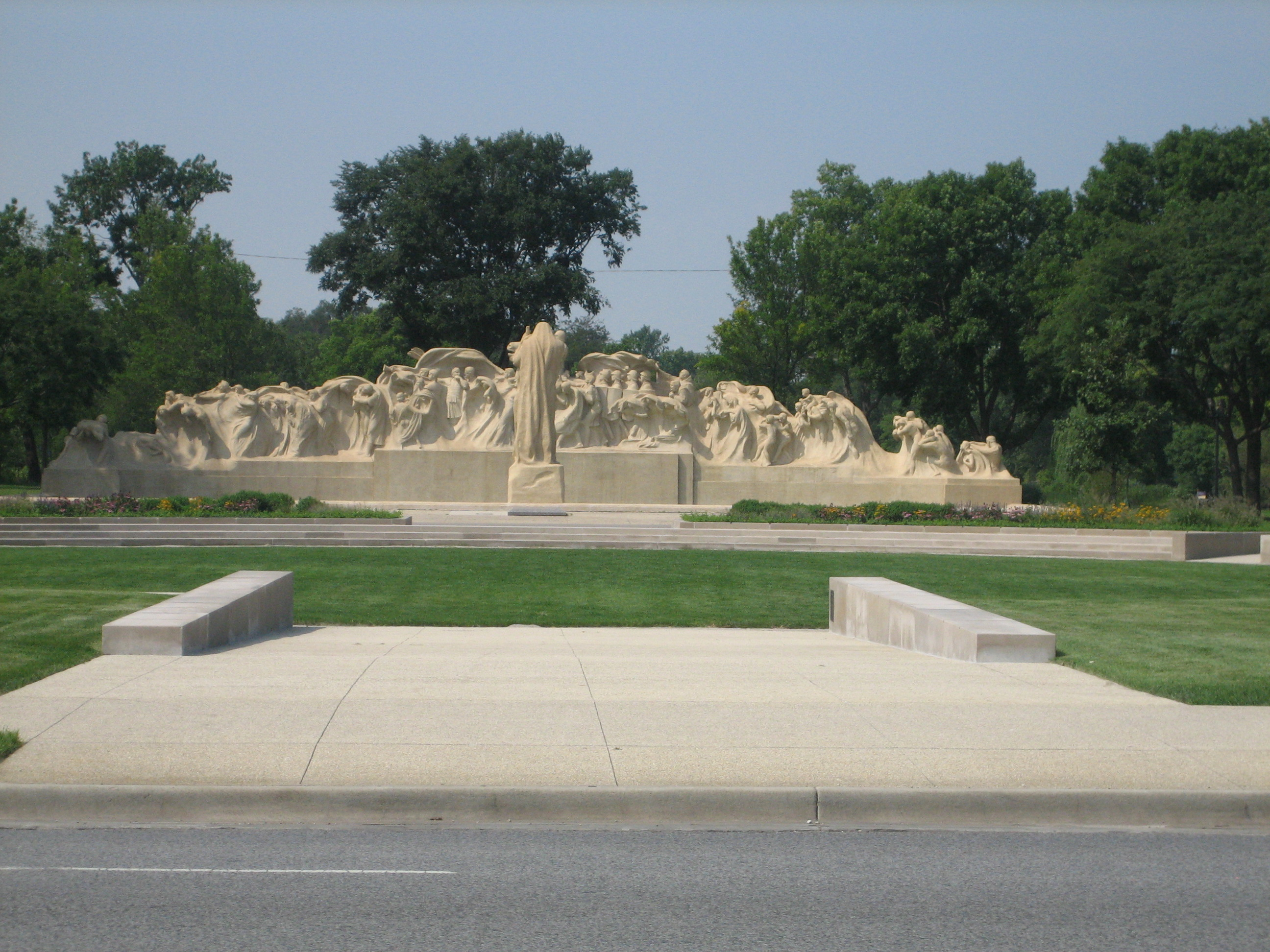
La Fontana del Tempo dopo i restauri: particolare della massa dell'umanità, 2007.

La scultura è stata realizzata come una scultura cava in cemento, rinforzata in acciaio. È stata gettata in uno stampo costituito da 4.500 parti, utilizzando 230 tonnellate di materiale definito concrete-like, che incorporava ciottoli del fiume Potomac. Tale composto era per l'epoca un materiale innovativo. John Early di Washington aveva sperimentato materiali di questo tipo, che sembravano particolarmente adatti a resistere alle intemperie ed al degrado tipico dei centri urbani: era riuscito ad ottenere queste proprietà aggiungendo ciottoli tritati, ottenendo una nuova combinazione, più resistente del calcare ma al contempo molto più economica del marmo e del bronzo. L'effetto creato dalla presenza dei cristalli di silice unisce anche un certo valore estetico alla mera durabilità: si tratta inoltre dello stesso materiale impiegato nella costruzione del Fine Arts Building.
La scultura rappresenta un Padre Tempo, ammantato e con in mano una falce, mentre osserva una parata di cento figure che, disposte in maniera ellittica, si distribuiscono secondo una geometria piramidale. L'allegorica processione rappresentata raffigura l'intero spettro dell'umanità, nelle varie età della vita. Sul Chicago Daily Tribune, in un articolo degli anni venti del XX secolo, le figure venivano descritte addirittura come "eroiche", conferendo loro un'etichetta che ancora oggi le caratterizza. Le figure sembrano passare in rassegna nel loro scivolare lungo le varie fasi dell'umana esistenza: tra loro si notano soldati, bambini e coppie di innamorati. La figura del Padre Tempo è stata di volta in volta interpretata come 'enorme', 'misteriosa' e 'dominante'. Altri critici dello stesso giornale invece non hanno esitato a definire l'opera di Taft come una 'pet atrocity', e criticarla per la sua bruttezza. Una recensione particolarmente dura ha paragonato la Fontana del Tempo ad una dentiera sorridente posta alla fine della Midway.
La fontana commemora i primi 100 anni di pace tra gli Stati Uniti e la Gran Bretagna seguiti al Trattato di Gand, che concludeva, il 24 dicembre 1814, la Guerra anglo-americana del 1812. Il disegno dell'opera è stato ispirato dalla poesia "Paradox of Time" di Henry Austin Dobson: "Time goes, you say? Ah no, Alas, time stays, we go". Il tema della Fontana del Tempo è stato anche comparato al monologo All the world's a stage tratto dall'opera Come vi piace di William Shakespeare, che descrive le sette età dell'uomo: infante, scolaro, amante, soldato, saggio, anziano e demente. Le figure scolpite da Taft rappresentano la nascita, la lotta per l'esistenza, l'amore, la vita famigliare, la religione, la poesia e la guerra.
Sebbene la maggioranza delle figure scolpite sia costituita da generiche forme umane rappresentanti le varie età della vita, Taft scelse di includere alcune persone reali, tra cui sé stesso insieme ad un suo allievo, nella zona occidentale del gruppo scultoreo. Si è rappresentato con indosso un grembiule, con la testa chinata e le mani unite dietro la schiena. Le figlie di Taft a loro volta hanno posato come modelle per alcuni dei personaggi scolpiti.<
Lorado Taft è al giorno d'oggi ricordato più per le sue opere letterarie, come la sua The History of American Sculpture del 1903, considerata la prima opera completa riguardante la storia della scultura americana. Ciononostante, in vita era molto famoso anche per i suoi ritratti scultorei e per le grandi sculture allegoriche, di cui la Fontana del tempo è uno dei migliori esempi. L'opera risale al periodo successivo all'assegnazione della commessa per la realizzazione di sculture per l'Horticultural Building, costruito nel 1893 da William Le Baron Jenney per l'Expo di Chicago. Durante questo periodo Taft aveva disegnato numerose opere pubbliche su vasta scala, tra cui la Fontana dei Grandi Laghi. Taft visse nell'Illinois per la maggior parte della propria vita e dal 1906 lavorò nei Midway Studios.

## Restauri

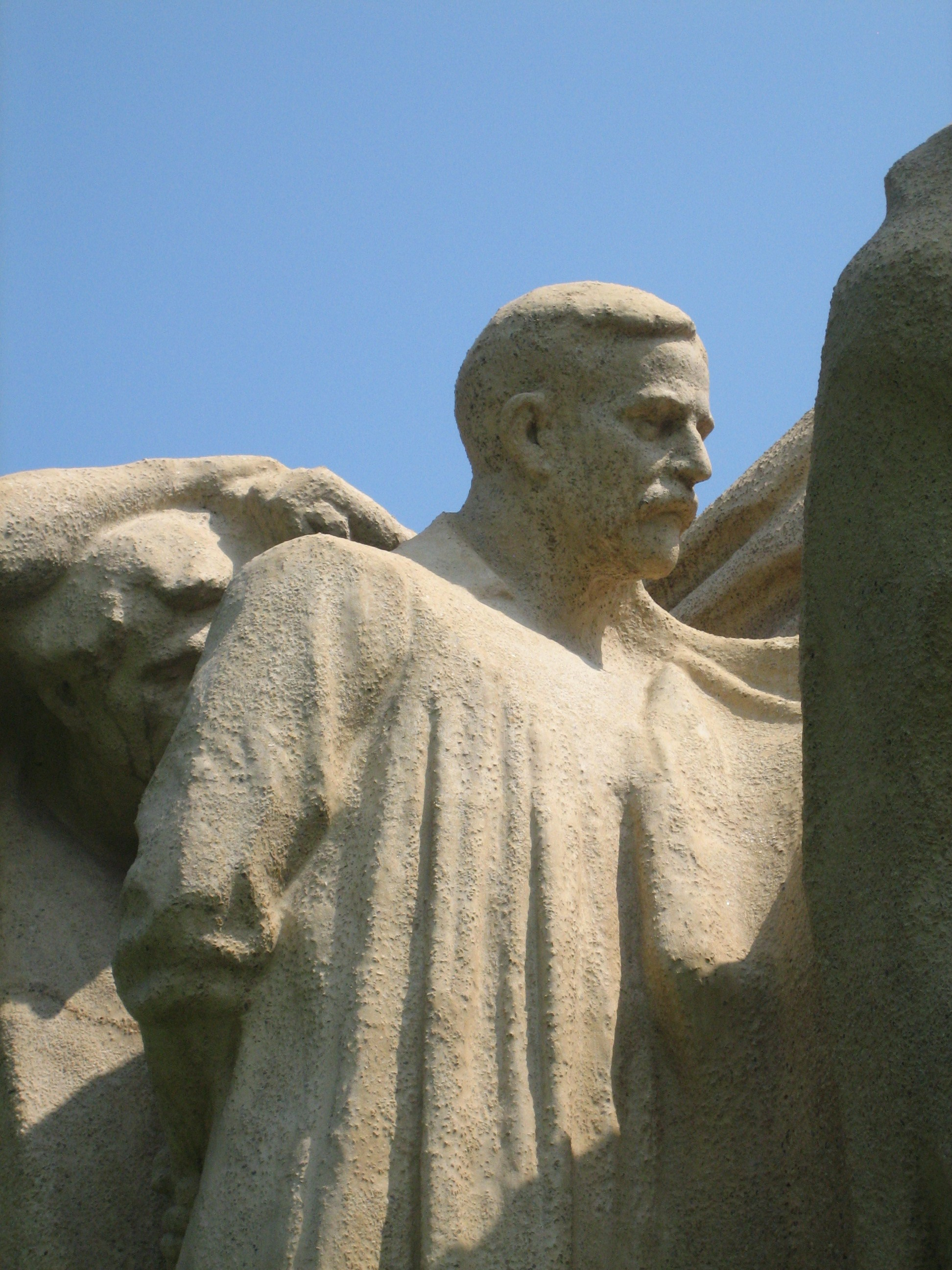
La Fontana del Tempo dopo i restauri: Autoritratto di Lorado Taft, 2007.

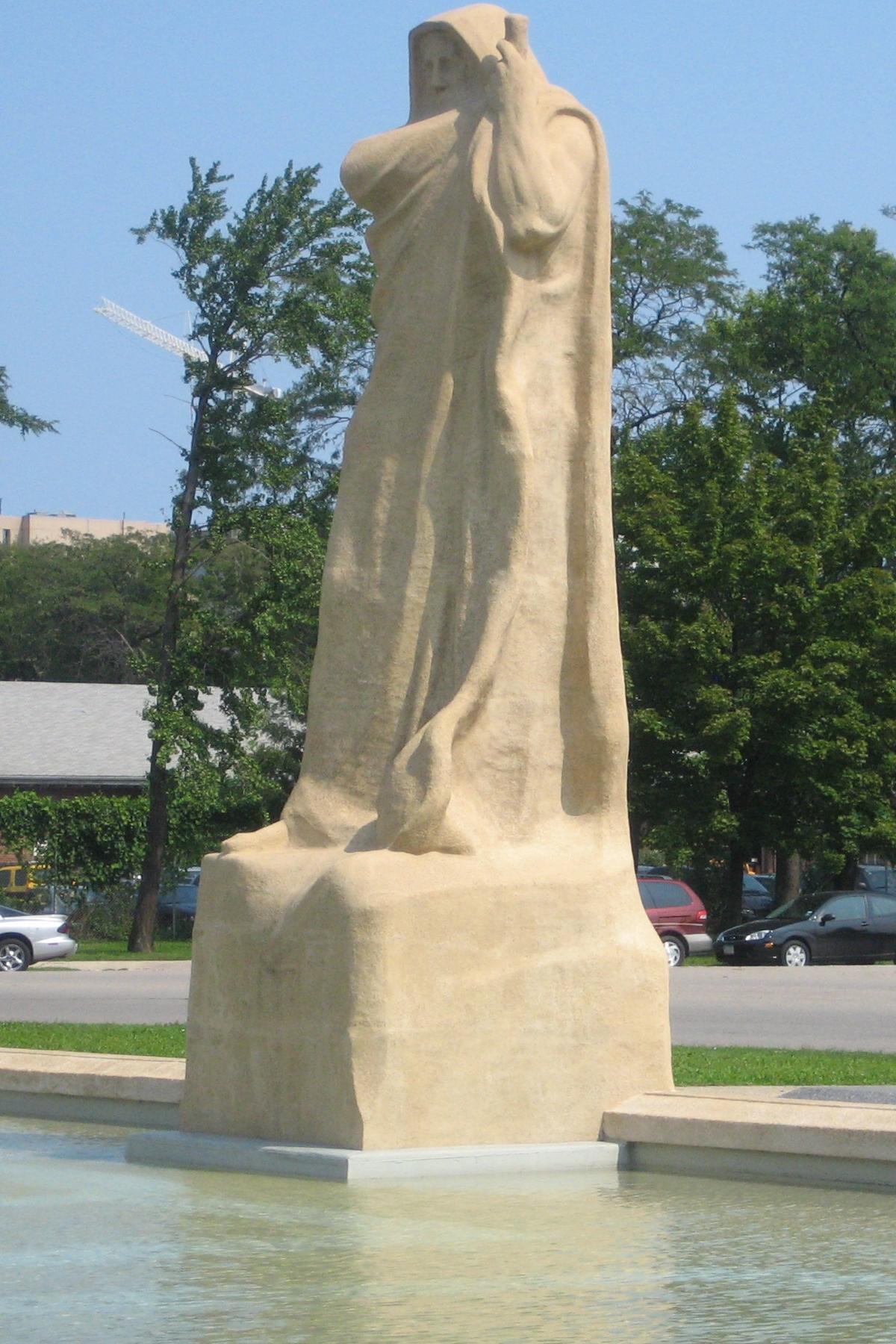
La Fontana del Tempo dopo i restauri: Padre Tempo, 2007.

Progettata senza giunti d'espansione, la Fontana del Tempo costituisce uno dei rari esempi di scultura da esterni realizzata dall'aggregato rinforzato cemento-ciottoli. L'utilizzo di tale materiale è poi stato pressoché abbandonato dagli anni trenta del XX secolo. Già nel 1936 furono riparate le prime lesioni conseguenti agli sbalzi termici ed agli agenti atmosferici; simili lavori si resero necessari nuovamente nel 1955. Ulteriori interventi furono seguiti da una nuova cerimonia di inaugurazione nel 1966. L'opera ha nel corso degli anni ricevuto costante attenzione e manutenzione, sebbene gli interventi delle prime squadre di restauro abbiano spesso causato più danni che benefici, soprattutto in correlazione all'utilizzo della tecnica della pulizia tramite sabbiatura ed al tamponamento di rotture con materiali rigidi.
Dagli anni ottanta del XX secolo la scultura iniziò nuovamente a deteriorarsi; le fessurazione diventavano sempre più ampie, numerosi dettagli iniziavano ad essere irriconoscibili, mentre l'umidità erodeva la struttura anche dall'interno. Durante l'inverno la fontana doveva essere protetta con teli di tarpaulin. Le condizioni atmosferiche, l'inquinamento ed il vandalismo causarono alla statua danni recuperabili solo con l'investimento di centinaia di migliaia di dollari: I sovrintendenti del Chicago Park District, dell'Università di Chicago e dell'Art Institute of Chicago sponsorizzarono caldamente l'intervento, che doveva includere, tra le altre operazioni, anche la deumidificazione dell'interno cavo della scultura, la rimozione della struttura deteriorata, l'inserimento di un sistema di ventilazione appositamente progettato, uno strato di protezione esterna ed il ripristino dello specchio d'acqua.
Nel 1989 il Chicago Park District ha messo a disposizione $150.000 per finanziare il progetto di restauro, cifra corrispondente all'offerta del Benjamin Ferguson Fund. Verso la fine del 1991 l'ente del parco era riuscita a raccogliere circa 320.000 dei 520.000 dollari considerati originariamente necessari per le opere di restauro, sebbene ancora durante il 1994 la scultura risultasse in attesa dell'apertura del cantiere.
All'inizio del 1997, le uniche opere di riparazione completate erano la prima parte del sistema interno di ventilazione necessario per deumidificare l'interno della statua, l'inserimento dei tubi di drenaggio e una nuova protezione interna. Il raggio d'azione del progetto si ampliò ulteriormente: costruzione di una struttura metallica temporanea su due livelli per proteggere la fontana - eccezion fatta per il maestoso Padre Tempo - dal rigido inverno di Chicago e per facilitare così il procedere dei restauro lungo tutto il corso dell'anno; rinforzo delle porzioni interne d'acciaio corrose; sostituzione dei tamponamenti effettuati in passato in materiale non coerente con l'originale; inserimento di giunti di dilatazione per evitare future fessurazioni dovute a escursione termica; stesura di un nuovo strato - steso a mano - di cemento. La struttura temporanea costava da sola 270.000 dollari; la città spese all'incirca $450.000 per le riparazioni approvate nel 1997 dal Park District.
Il 19 aprile 1999 iniziò la seconda fase dei restauri, dal costo di 1,6 milioni di dollari, il cui completamento era stato preventivato per maggio 2001. Cinque operai specializzati iniziarono a restaurare le lesioni, a bloccare lo svilupparsi di forme biologiche sul manufatto, a rimuovere i depositi di calcio e le croste nere e a ricoprire i 930 m² di superficie della fontana con una combinazione di calce, cemento e sabbia. Lo specchio d'acqua, già inattivo, non venne inizialmente ripristinato. Sebbene la seconda tranche di lavori si sia conclusa effettivamente nel 2001, i benefici da questa conseguiti sono divenuti apprezzabili solo dall'anno successivo, quando la struttura protettiva venne rimossa. I benefici delle riparazioni dovrebbero permettere alla scultura un buon livello di conservazione e fruibilità per all'incirca 50 anni.
Nel 2003 il National Endowment for the Arts ha finanziato con $250.000 il Park District per effettuare finalmente le opere di restauro e conservazione necessarie anche per lo specchio d'acqua. Nel 2004, l'Università di Chicago ha contribuito con 100.000 dollari ed il Park District Board con ulteriori 845.000 per riparare la vasca dell'acqua e tutto il sistema idrico. I lavori furono infine effettuati durante l'estate del 2005 con un budget leggermente ridotto e la fontana tornò ad avere l'acqua per la prima volta dopo quasi cinquant'anni.
Nel 2007 iniziarono le movimentazioni per fornire la fontana di illuminazione. Durante lo stesso anno l'opera fu inoltre inclusa nella lista curata dalla Chicagoland Initiative, un fondo per la conservazione dei siti storici finanziato dal National Trust for Historic Preservation e da istituti di credito: un concorso avrebbe premiato i primi 15 monumenti votati all'interno di tale lista con finanziamenti fino a un milione di dollari. La fontana, nonostante gli sforzi compiuti, non entrò però tra i quindici siti beneficiari.